# MAC spoofing
Il MAC spoofing è una tecnica che consente di modificare l'indirizzo Media Access Control (MAC) (ossia l'indirizzo Ethernet) di un'interfaccia di rete assegnato di fabbrica al dispositivo collegato.

## Motivazioni
La modifica dell'indirizzo MAC non è necessariamente malevola: un utente può voler modificare in modo legittimo l'indirizzo MAC di un precedente dispositivo hardware per riottenere la connettività dopo un malfunzionamento hardware.
La modifica dell'indirizzo MAC assegnato può invece essere usata con intenti di pirateria informatica, per esempio per aggirare i meccanismi di sicurezza, presentando un indirizzo come valido per le access control list (ACL) sui server o sui router, per nascondere un computer su una rete, o per fingere di impersonare un altro dispositivo di rete e ottenere quindi il traffico originariamente destinato altrove. 
Un esempio di azione malevola per aggirare le protezioni di sicurezza locali (a livello 2 - datalink) è articolata in 2 fasi:
1. modifica dell'indirizzo MAC per saltare in una VLAN specifica.
2. sniffing dei pacchetti all'interno della nuova VLAN.

## Meccanismo
Diversamente dall'IP spoofing, dove i mittenti effettuano lo spoofing dei loro indirizzi nella richiesta diretta al destinatario con l'obiettivo di inviare la risposta altrove, nello spoofing del MAC la risposta è in genere ricevuta da chi ha effettuato lo spoofing (particolari configurazioni 'sicure' di uno switch possono impedire che arrivi la risposta, o che venga trasmesso a tutti il frame contraffatto). In ogni caso lo spoofing dell'indirizzo MAC è limitato al dominio di broadcast locale.

## Bloccare il MAC spoofing
Dal lato switch è possibile proteggersi dalle azioni di MAC spoofing configurando funzionalità specifiche quali ad esempio port security, DHCP snooping, Dynamic ARP Inspection. Se lo switch lo supporta, è anche possibile abilitare nella LAN l'autenticazione 802.1x.